# 轴向磁通电动机

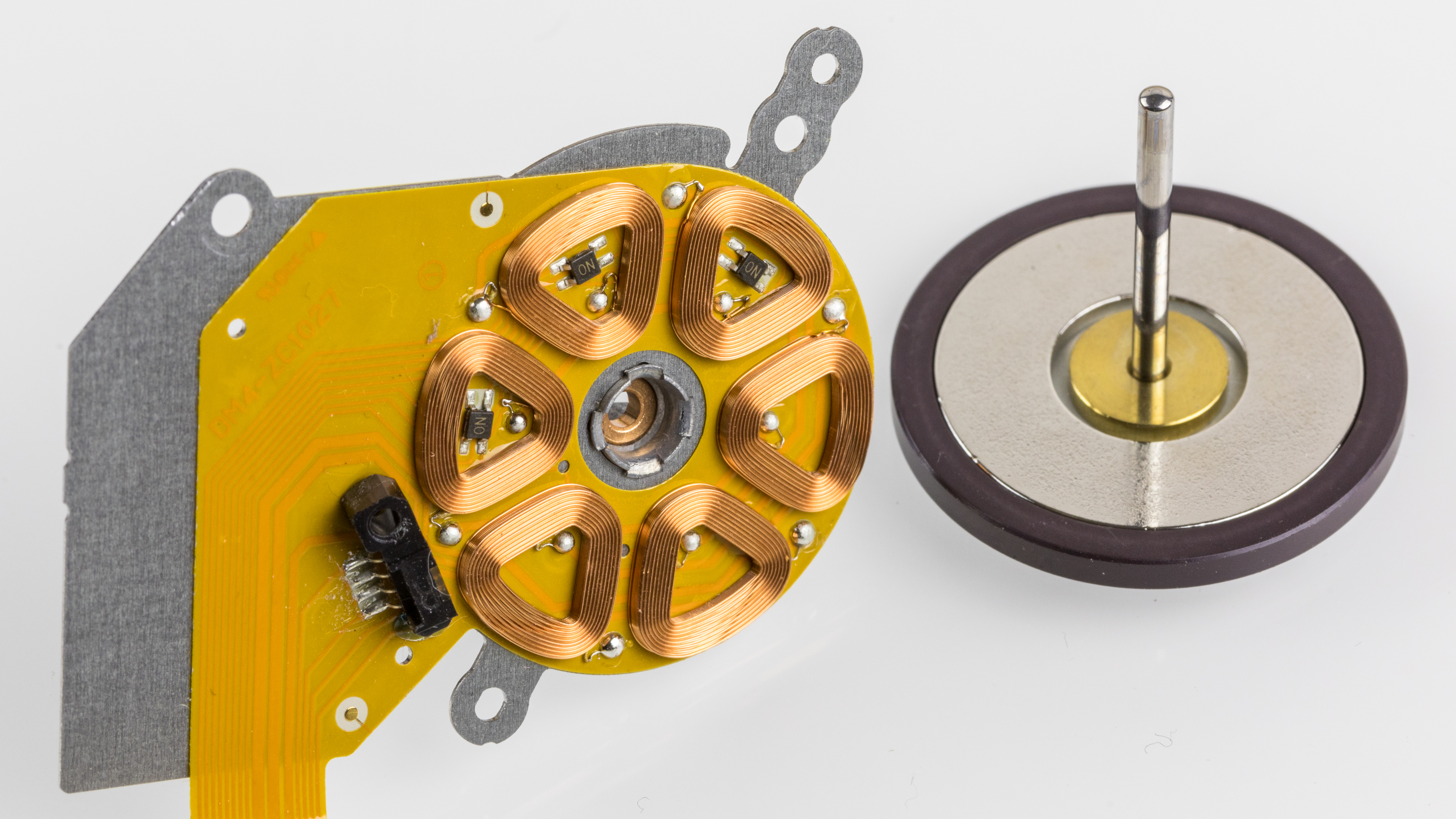
數位資料儲存媒體中使用的微型軸向磁通直流無刷馬達，其中有和印刷電路板結構的整合，右邊的轉子是軸向充磁，各位置的極性不同

轴向磁通电动机也叫圆盘电动机或轴向气隙电动机，是指馬達中定子和轉子之間的氣隙是和旋轉轴平行，而其經過氣隙的磁通也和軸平行，這和一般徑向磁通馬達，氣隙以及磁通是和旋轉轴垂直的組態不同。軸向磁通馬達的力矩和轉子直徑的立方成正比，而徑向磁通馬達的力矩和轉子直徑的平方成正比。

## 設計
轴向磁通电动机的定子可以是一個或是二個，轉子也可以是一個或是二個。在高功率應用中常見的是二個定子、一個轉子的設計，不過此設計的定子仍然會有軛，也會有對應的鐵損。若是一個定子、個轉子的設計，就不需要軛，重量減輕，效率也可以提昇。後者的轉子以及使磁路封閉的鐵板會和磁場以相同的方向和速度旋轉。
在一個軸向磁通感應馬達的應用中，使用了晶粒取向（30Q120）的鋼材作定子的齒。在兩個轉子之間有18個定子齒，每個定子齒都有繞組串聯，每一相六個定子齒。
有一些軸向磁通馬達的設計會讓模組化堆疊變得比較簡單，因此可以增加動力輸出。YASA的可堆疊馬達750 R重量37公斤，軸長為98 mm（3.9英寸），其功率密度超過5kw/kg。

## 應用
在最早期設計馬達時，就已出現這種幾何架構，但以往這種馬達非常少見，一直到強力永久磁鐵問世，以及直流無刷電動機開始發展，可以有效利用此幾何架構的優點，這種馬達才又開始出現。
幾乎所有徑向磁通馬達（直流有刷馬達、异步电动机、步進馬達、磁阻馬達）的原理，都可以在軸向磁通馬達上實現。不過雖然運作原理相同，但應用以及設計考量會影響適用的幾何架構。徑向磁通的幾何允許一些在徑向磁通幾何中不可能出現的磁路拓樸。軸向磁通馬達會比等效的徑向磁通馬達要扁，也比較寬。
軸向磁通馬達已常用在小功率的應用，尤其是一些緊密整合的電子元件中，軸向磁通馬達可以直接在印制电路板（PCB）上構建，利用印制电路板上的銅箔作為定子繞組。高功率的軸向磁通直流無刷馬達是更近期的應用，剛開始用在一些電動載具上。Lynch motor屬於直流有刷馬達，於1979年發明，是量產最久的軸向磁通馬達之一，轉子大部份是由扁平銅帶組成，其中再插入小鐵芯，可以用在功率密度高的應用上。

### 汽車
梅賽德斯-賓士的子公司YASA讓徑向磁通馬達用在概念車（Jaguar C-X75）、原型車以及賽車（像Lola-Drayson）上。在Koenigsegg Regera、Ferrari SF90 Stradale、S96GTB、Lamborghini Revuelto這些混合動力車輛上也有用到YASA的徑向磁通馬達。YASA正在評估徑向磁通馬達是否可以取代現有的輪轂馬達，前提是徑向磁通馬達的質量小，不會大幅增加汽車的簧下質量。YASA希望可以製造重量7 kg，馬力220kW的馬達，功率密度31 kW/kg。目前電動車馬達領先的是路西德汽车，其馬達功率500 kW，重31.4公斤，功率密度16 kW/kg。

### 航空
Rolls-Royce ACCEL是罗尔斯·罗伊斯控股開發的電動飛機展示機，是目前速度最快的電動飛機，其中用了三個轴向磁通电动机。
YASA製作Rolls Royce Spirit of Innovation中使用的三個轴向磁通电动机。其目標是功率密度50 kW/kg的飛機用馬達，可以大幅減少重量，這對電動飛機非常重要。

### 一般用途
斯洛文尼亚的Emrax公司製作了一系列的徑向磁通馬達：Emrax 228（功率密度4.58 kw/kg）、Emrax 268（5.02 kw/kg）和Emrax 348（4.87 kw/kg）。
西門子有提供功率密度5kw/kg的馬達。